# Managua
Managua o Santiago de Managua (el nom oficial és: Leal Villa de Santiago de Managua) és un municipi i la capital de la República de Nicaragua i capital del departament de Managua, així com la seu del govern i els poders de l'Estat. Es localitza a l'occident de Nicaragua, a la costa sud-oest del llac Xolotlán o de Managua, sent la ciutat més gran de país en termes de població i extensió geogràfica i una de les ciutats més grans d'Amèrica Central. La ciutat s'ubica sobre un històric poblat precolombí que va ser elevat a vila el 1819, a ciutat el 1846 i declarada Capital de Nicaragua el 1852.
Managua té una població superior al milió d'habitants, cosa que la converteix en una de les ciutats més poblades d'Amèrica Central. Concentra el 24% de la població del país.
Els esforços per fer de Managua la capital de Nicaragua s'iniciaren el 1824, després que les nacions d'Amèrica Central van aconseguir formalment la seva independència d'Espanya. La ubicació de Managua entre León i Granada la va fer un lloc ideal per donar solució definitiva a la rivalitat des de temps de la Colònia entre aquestes dues ciutats, que es disputaven aquest títol.
L'aspecte de Managua ha patit canvis radicals al llarg de la seva història. Són nombrosos els desastres naturals que ha patit, com esllavissades, inundacions, però principalment terratrèmols, que han destruït, totalment o parcialment, la ciutat en diverses ocasions, retardant dècades de progrés a l'esborrar la majoria d'infraestructures. Els terratrèmols més recents van ocórrer en 1931 i 1972. Després d'aquest últim Managua es va convertir en una metròpoli desordenada, amb un centre en runes, sense edificis alts, empobrida, i poc atractiva per a la inversió. Els fets destructius de la Revolució Sandinista de les dècades 70 i 80 van agreujar aquesta situació.

## Etimologia
Els llacs de cràter d'Acahualinca, Asososca, Nejapa, Tiscapa, Apoyeque i Xiloá, a més del llac Xolotlán, són dipòsits d'aigua dins els límits de Managua i alhora donen origen al seu nom, Raja-Ahuac, que en náhuatl significa 'al costat a l'aigua' o 'lloc envoltat d'aigües'.

## Història

### Precolombina
Es coneixen assentaments humans a la zona de Managua des de l'època precolombina. Es té coneixement d'una comunitat indígena que es va assentar a la vora del llac Xolotlán fa uns 15.000 anys. Vestigis arqueològics d'això són les Huellas de Acahualinca, de fa 2.100 anys, que es van descobrir accidentalment al barri de Acahualinca, a la vora del llac de Managua. Existeixen altres evidències arqueològiques, sobretot en forma de ceràmica i estàtues de pedra volcànica, guardades i exhibides al Museu Nacional de Nicaragua, al Palau de la Cultura.

### Fundació
El traçat de la Managua d'avui en dia es va fer en la dècada de 1810. Originalment era un poble de pescadors. En 1819, per un Decret Real de Ferran VII d'Espanya, va ser elevada a vila amb el títol de «Leal Villa de Santiago de Managua» per haver-se mantingut lleial al govern espanyol durant els brots independentistes de 1811 a Nicaragua.
Els esforços per fer de Managua la capital de Nicaragua van començar el 1824, després que les nacions centreamericanes aconseguissin formalment la seva independència d'Espanya. Nicaragua es va convertir en una nació independent el 1838.
El 24 de juliol de 1846, mitjançant la promulgació de Llei Legislativa va ser elevada a ciutat amb el nom de «Santiago de Managua», sent José María Sandres, senador president de l'Assemblea Nacional Constituent de l'Estat de Nicaragua fent la sessió a Masaya per culpa de la guerra civil.
En 1856 Managua va ser ocupada per les tropes del filibuster estatunidenc William Walker, usant com a caserna la residència dels capellans, que se situava on en l'actualitat hi ha el Palau de la Cultura - i al tenir notícies de la victòria del Coronel legitimista José Dolores Estrada en la Batalla de San Jacinto del 14 de setembre del mateix any, la van desallotjar amb rumb cap a Granada. Després de la Guerra Nacional de 1857 es va instal·lar el govern binari o chachagua de Tomás Martínez Guerrero (conservador) i Máximo Jerez Tellería (liberal), que va donar lloc a l'anomenat període de «Il·lustració Conservadora» amb 36 anys de governs conservadors.
En 1875 es va crear el departament de Managua, separant-lo de el departament de Granada. El 4 d'octubre de 1876, una esllavissada va deixar al seu pas centenars de morts, ferits i damnificats. L'11 de juliol de 1893 va esclatar a León la Revolució Liberal, encapçalada pel Doctor i General José Santos Zelaya, que va entrar victoriós a la capital 14 dies després, el 25 del mateix mes pel «Carrer del Triomf».
La ciutat va ser destruïda dues vegades, en 1931 i 1972 per sengles terratrèmols i molt afectada per un nou terratrèmol el 1968. Aquests desastres van afectar especialment les edificacions situades al centre de la ciutat, fetes de tova i taquezal, de manera que els urbanistes van optar per construir nous carrers i barris a la perifèria de la ciutat vella.
El 22 de gener de 1967, a l'Avinguda Roosevelt (actual Avinguda Peatonal Gral. Augusto C. Sandino), va tenir lloc la tristament cèlebre Massacre del 22 de gener en què soldats de la Guardia Nacional van disparar contra manifestants de la Unión Nacional Opositora (UNO), que protestaven contra el llavors president de Nicaragua i titella del règim de la família Somoza Lorenzo Guerrero Gutiérrez.
El 23 de desembre de 1972, a les 00:35 hores, un terratrèmol de 6.2 graus en l'escala Richter va destruir part de la ciutat, especialment el centre, causant més de deu mil morts i vint mil ferits. Els incendis causats pel desastre es van prolongar durant les dues setmanes següents. Posteriorment el govern va confiscar el centre i va prohibir la seva reconstrucció.

## Geografia
El municipi de Managua es troba al sud del llac Xolotlán, al Departament de Managua. Limita al nord amb el Lago de Managua, al sud amb el municipi de El Crucero i Ticuantepe, a l'est amb el municipi de Tipitapa i Nindirí, i a l'oest amb el municipi de Ciudad Sandino i Villa El Carmen. Es troba a una altura mitjana de 83 msnm, amb un suau pendent cap al sud. Té una superfície de 267 km² i una població propera al milió i mig d'habitants el 2016.
Managua, com gran part de Nicaragua occidental, a excepció de les serres al sud, té un clima tropical amb temperatures constants de 28 a 32 °C. Segons la classificació climàtica de Köppen, la ciutat té un clima tropical humit i sec. Hi ha una estació seca entre novembre i abril, mentre que la majoria de les precipitacions es reben entre maig i octubre. Les temperatures són més altes al març, abril i maig.

## Llocs d'interès

### Plaça de la Revolució
La plaça de la Revolució (anteriorment coneguda com a plaça de la República) és la seu del centre històric de Managua, situat a la vora del llac Xolotlan. La plaça ha estat parcialment reconstruïda i s'han reformat molts edificis antics. Alguns dels edificis més importants que van sobreviure al terratrèmol de Nicaragua del 1972 inclouen la Catedral de Santiago (Catedral de Sant Jaume, coneguda col·loquialment com la Catedral Vella), el Teatre Nacional Rubén Darío i el Palau Nacional de la Cultura.
Dins la plaça de la Revolució hi ha el Parque Central (Parc Central) que conté molts monuments històrics, alguns dedicats a herois i poetes nacionals. Destaquen un gazebo d'estil Art Deco situat al centre, coronat amb una musa nua emblanquinada, que té una acústica excel·lent. També hi ha el bust de la professora Josefa Toledo de Aguerri, que va ser educadora, filantropa, escriptora, activista social i una de les primeres feministes a les Amèriques. També, la tomba de Carlos Fonseca, fundador del FSLN, que està custodiat per una flama eterna. Davant del Parc Central, a la banda nord, hi ha el parc i monument dedicat a Rubén Darío, el poeta més gran de Nicaragua i una de les figures literàries més influents del món de parla hispana. Es tracta d’un monument neoclàssic que consisteix en un pedestal rodó, rematat per una balustrada que envolta una font que conté una gòndola plena de querubins cantants, i al centre, un pilar rematat amb una estàtua de Darío vestida amb una túnica romana protegida per una àngel. Construït amb marbre de Carrara, el monument de Darío és un dels més grans del país. També hi ha un parc dedicat a l'escriptor guatemalenc Miguel Ángel Asturias. Altres monuments són el monument a El Guerrillero sin Nombre i Monumento a la Paz.

### Catedral Vella

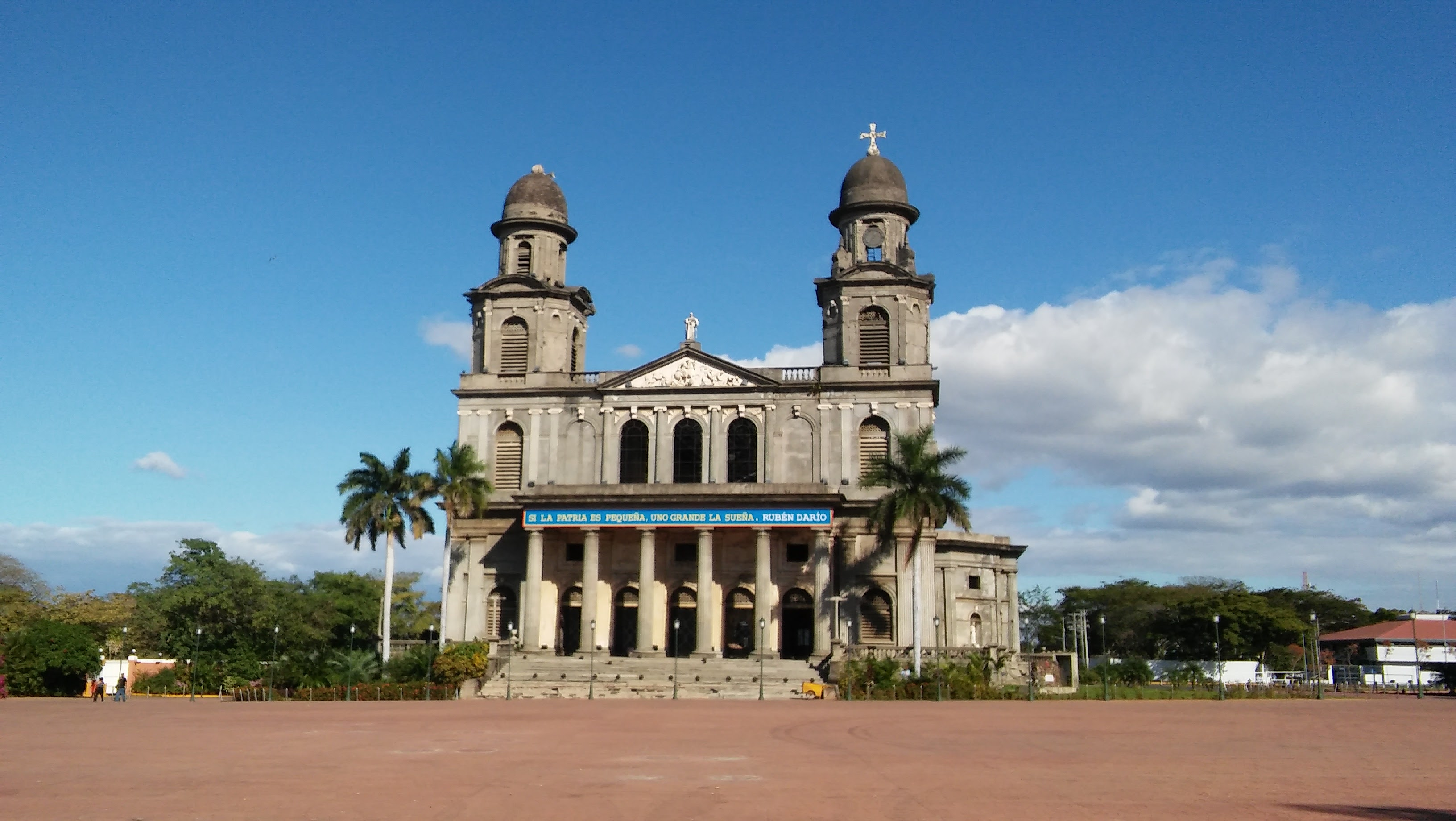
Catedral Vella de Managua el febrer de 2017.

La Catedral de Santiago, també coneguda com a Catedral Vella de Managua, va ser dissenyada per arquitectes belgues i el ferro que es feia servir per donar forma al nucli de la catedral es va enviar des de Bèlgica. La construcció va durar del 1928 al 1938, in fou supervisada per Pablo Dambach, un enginyer belga resident a Managua. Els arquitectes s'havien inspirat en l’ església del Sant Sulpici de París. Aquesta catedral fou la primera catedral de l’hemisferi occidental construïda íntegrament de formigó sobre un marc metàl·lic. La catedral va sobreviure al terratrèmol de 1931, però va ser molt danyada durant el terratrèmol de 1972, que finalment va conduir a la construcció d'una nova catedral situada en una altra part de Managua.

### Teatre Nacional Rubén Dario
El Teatre Nacional Rubén Darío és el teatre més important de Nicaragua i un dels teatres més moderns d’Amèrica Central. Tant artistes nacionals com internacionals presenten espectacles, concerts, exposicions i actuacions culturals. El Teatre Nacional és un dels pocs edificis que van sobreviure al terratrèmol de 1972 que va destruir el 90% de Managua.

### Palau Nacional de la Cultura

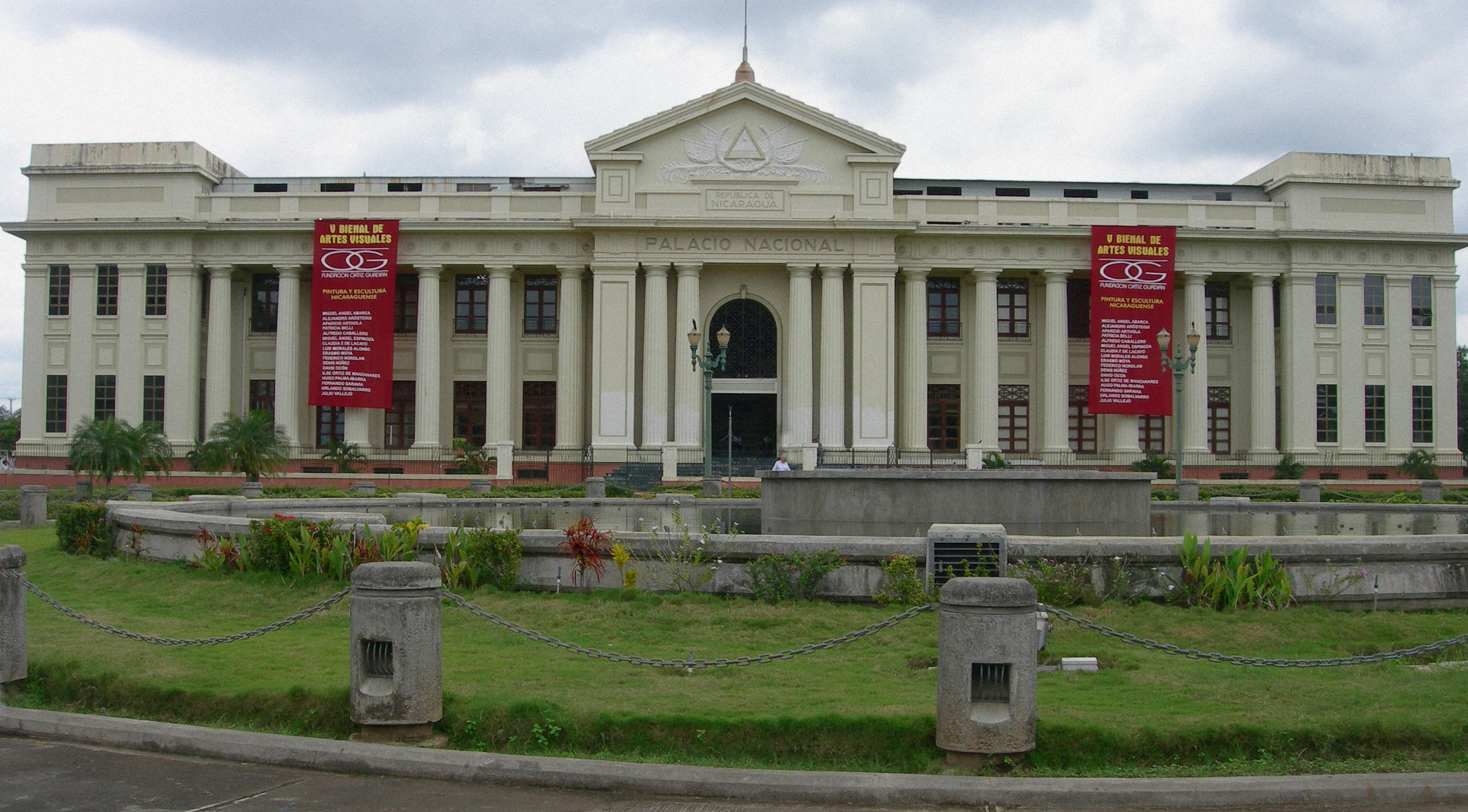
Palau Nacional a Managua

El Palau Nacional és un dels edificis més antics de Managua, indemne del terratrèmol de 1972. Va ser un encàrrec del president Juan Bautista Sacasa el 1935 i construït per l'arquitecte Pablo Dambach, que també va construir la catedral de Santiago. Durant més de 50 anys el Palau Nacional va acollir el Congrés. Avui dia acull l’Arxiu Nacional, la Biblioteca Nacional i el Museu Nacional. El museu inclou pintures precolombines, estàtues, ceràmica... També formen part de l'exposició el Saló d'Història Nacional i el Saló dels Símbols Nacionals. El Palau Nacional va ser un dels pocs edificis que va sobreviure al terratrèmol del 1972.